# Морозов Владислав Володимирович
Владислав Володимирович Морозов (біл. Уладзіслаў Уладзіміравіч Марозаў; 12 жовтня 2000, Брест) — білоруський футболіст, нападник мінського «Динамо» і національної збірної Білорусії.

## Клубна кар'єра

### «Рух» Берестя
Вихованець брестського «Динамо». У 2017 році почав виступати у дублі команди. За основну команду так і не зіграв. У липні 2018 року перейшов до брестського «Руху», де Морозов став гравцем основного складу. Разом із клубом виграв у 2018 році у Другій Лізі. Сам гравець того сезону вийшов на поле 14 разів і забив 8 голів. У сезоні 2019 року разом із клубом посів 3 місце у Першій Лізі та у стикових матчах перемогли могилівський «Дніпро». Сам гравець відзначився 3 забитими м'ячами у ворота могилівчан. У 2020 році в основному виступав у дублі команди. Дебютував у Вищій Лізі 18 квітня 2020 проти «Мінська», вийшовши на заміну в кінці матчу. У сезоні 2020 вийшов на поле лише 7 разів наприкінці матчів.

### «Іслоч»
У лютому 2021 року перейшов до «Іслочі». На більшість матчів виходив із лави запасних. Дебютував за новий клуб 12 березня 2021 проти мозирської «Славії». Перший свій гол за команду забив на 5 хвилині матчу проти мінського «Динамо», а в наступній грі проти «Торпедо-БелАЗ» оформив дубль. У січні 2022 року продовжив контракт із клубом.
Сезон 2022 року розпочав із домашньої поразки проти «Слуцька», де гравець відзначився результативною передачею. Свій перший гол у сезоні забив 21 травня 2022 року в матчі проти «Білшина». Протягом сезону був одним з основних нападників клубу, відзначившись у чемпіонаті 7 забитими голами. У грудні 2022 року футболіст почав готуватися до нового сезону з клубом. У січні 2023 року футболіст залишив клуб.

### «Динамо» Мінськ
За повідомленнями джерел, футболіст у січні 2023 року підписав контракт з мінським «Динамо». Незабаром футболіст офіційно перейшов до мінського клубу. Дебютував за клуб 18 березня 2023 в матчі проти «Іслочі», забивши свій дебютний гол і віддавши гольову передачу. У наступному матчі 2 квітня 2023 проти мозирської «Славії» футболіст відзначився забитим дублем. Потрапив до символічної збірної 2 туру Вищої Ліги. Також футболіст став найкращим гравцем 2 туру. У матчі 1 липня 2023 проти бобруйської «Білшини» відзначився забитим дублем. У липні 2023 року разом із клубом вирушив на кваліфікаційні матчі Ліги конференцій УЄФА. Футболіст за підсумками першого кола Вищої Ліги потрапив у символічну збірну як найкращий нападник.
Перший матч у рамках єврокубкового турніру зіграв 13 липня 2023 проти боснійського клубу «Железнічар», також відзначившись забитим голом. У матчі-відповіді 20 липня 2023 року боснійський «Железничар» виявився сильнішим і за сумою матчів пройшов у другий кваліфікаційний раунд. У матчі 28 липня 2023 року в рамках Кубка Білорусії проти « Осиповичів» футболіст відзначився забитим дублем. У серпні 2023 року з'явилася інформація, що футболістом цікавиться турецький клуб «Газіантеп». Потім у пресслужбі мінського клубу повідомили, що футболіст перебуває в розпорядженні клубу і готується до майбутніх матчів.

### «Арока»
У січні 2024 року перейшов до португальського клубу «Арока», підписавши контракт до кінця червня 2027 року. Дебютував за клуб 17 березня 2024 року в матчі проти клубу «Морейренсе», вийшовши на заміну на 78 хвилині.

## Кар'єра у збірній
У 2019 році був викликаний до Молодіжної збірної Білорусії. Дебютував 26 квітня 2019 року проти Литви. У 2021 році брав участь у кваліфікаційних матчах на Чемпіонат Європи з футболу серед молодіжних команд. У матчі 12 жовтня 2021 проти Ліхтенштейна оформив хет-трик.
У березні 2023 року футболіст отримав виклик до національної збірної Білорусії. Дебютував за збірну 25 березня 2023 року в матчі проти збірної Швейцарії, замінивши на 61 хвилині Володимира Хващинського. Дебютний гол забив 28 березня 2023 в матчі проти збірної Румунії.

## Досягнення

### Клубні
«Рух» Брест
- Переможець Другої ліги — 2018

### Особисті
- Найкращий бомбардир Білоруської футбольної вищої ліги: 2023